# 15031 Lemus
15031 Lemus eller 1998 VN28 är en asteroid i huvudbältet som upptäcktes den 10 november 1998 av LINEAR i Socorro County, New Mexico. Den är uppkallad efter Bryan A. Lemus.
Asteroiden har en diameter på ungefär 3 kilometer.